# ジェシカ・クレンショー
ジェシカ・クレンショー（英語: Jessica Crenshaw, 1989年9月17日 - ）は、アメリカ合衆国出身、ギリシャの女性フィギュアスケート選手（ペア）。パートナーはチャド・ツァングリスなど。
2009年、2010年世界フィギュアスケート選手権及びヨーロッパフィギュアスケート選手権ギリシャ代表。2009年オンドレイネペラメモリアル3位。

## 経歴
女子シングルやペアでアメリカの国内競技会に出場していたが、2008-2009年シーズンにカナダ在住でギリシャ所属のチャド・ツァングリスとペアを結成し、ギリシャに所属して国際大会に出場し始めた。

## 主な戦績
| 大会/年          | 2008-09 | 2009-10 |
| ---------------- | ------- | ------- |
| 世界選手権       | 20      | 21      |
| 欧州選手権       | 17      | 15      |
| ネペラ記念       |         | 3       |
| ゴールデンスピン | 7       |         |
| ニース杯         | 6       |         |
| ネーベルホルン杯 | 12      | 14      |

### 詳細
| 2009-2010 シーズン   |                                                    |          |          |           |
| 開催日               | 大会名                                             | SP       | FS       | 結果      |
| 2010年3月23日 - 24日 | 2010年世界フィギュアスケート選手権（トリノ）       | 21 40.36 | -        | 21        |
| 2010年1月19日 - 20日 | 2010年ヨーロッパフィギュアスケート選手権（タリン） | 16 36.60 | 14 78.99 | 15 115.59 |
| 2009年11月5日 - 6日  | 2009年オンドレイネペラメモリアル（ピエシュチャニ） | 4 38.74  | 3 74.51  | 3 113.25  |
| 2009年9月24日 - 25日 | 2009年ネーベルホルン杯（オーベルストドルフ）       | 16 35.78 | 14 73.20 | 14 108.98 |

| 2008-2009 シーズン    |                                                        |          |          |           |
| 開催日                | 大会名                                                 | SP       | FS       | 結果      |
| 2009年3月24日 - 25日  | 2009年世界フィギュアスケート選手権（ロサンゼルス）     | 20 39.70 | 20 62.17 | 20 101.87 |
| 2009年1月20日 - 25日  | 2009年ヨーロッパフィギュアスケート選手権（ヘルシンキ） | 18 36.78 | 17 71.31 | 17 108.09 |
| 2008年11月15日 - 16日 | 2008年ゴールデンスピン（ザグレブ）                     | 6 33.64  | 7 58.59  | 7 92.23   |
| 2008年10月16日 - 19日 | 2008年ニース杯（ニース）                               | 4 40.59  | 6 62.58  | 6 103.17  |
| 2008年9月25日 - 26日  | 2008年ネーベルホルン杯（オーベルストドルフ）           | 12 34.36 | 11 57.87 | 12 92.23  |